# マーガレットズロース
マーガレットズロース（Margaret Drawers）は、日本のロックバンド。オッフォンレコード所属。1996年結成。

## メンバー
- 平井 正也（ひらい まさや、1977年6月10日 - ）：ギター・ボーカル担当。新潟県新発田市出身
- 岡野 大輔（おかの だいすけ、1977年3月17日 - ）：ベース・コーラス担当。京都府出身
- 粕谷 裕一（かすや ゆういち、1976年11月6日 - ）：ドラム・コーラス担当。粕谷男塾塾長。埼玉県出身

### 元メンバー
- 金井 裕：キーボード担当。
- 熱海 裕司（あつみ ゆうじ、1976年9月1日 - ）：ギター・コーラス担当。茨城県出身

## 概要
1996年、早稲田大学の音楽サークルMMT（モダン・ミュージック・トゥループ）で結成された。当初は5人編成だった。1stアルバム『雛菊とみつばち』リリース後キーボード奏者の金井裕が脱退。その後、平井・岡野・粕谷の3人で活動する。2010年4月に新代田FEVERで行われたライブから熱海がサポートメンバーとして加入し、2012年1月から正式メンバーとなる。新型コロナウイルスのパンデミック後、熱海が仕事の都合でライブに参加できなくなり、2021年10月脱退。
友部正人のアルバム『Speak Japanese American』に参加している。
ライブは全国各地で行われ、ツアーバンドの印象が強い。またカフェなどでのアコースティックスタイルも得意で、そのときのバンド名はマガズロアコースティックに変わる。
2006年には自主レーベルであるオッフォンレコード（代表は粕谷）を設立し、アルバム製作からTシャツ製作まで自身のレーベルにてこなす。
また不定期で発刊される『ズロマガ』も出版元はオッフォンレコード。

## ディスコグラフィ
- 雛菊とみつばち （2001年）カフェ・オ・レーベル
- こんぺいとう （2002年）ウーイットレコード
- こんな日を待っていたんだ （2003年）MIDI CREATIVE
- ネオンホール （2004年）MIDI CREATIVE
- DODODO （2006年）オッフォンレコード
- ぼーっとして夕暮れ （2007年）オッフォンレコード
- 磔磔LIVE （2008年）オッフォンレコード
- マーガレットズロースのロックンロール （2009年）オッフォンレコード
- 俺たちのロックンロール（DVD） （2010年）オッフォンレコード
- darling （2010年）ミディ
- まったく最高の日だった （2016年）ミディ
- NANANA（2023年）

## 自主イベント

### 雛菊とみつばち
1998年ごろから2000年ごろまで新宿JAMにおいて行われた。第1回～第13回（最終回）。入場者には駄菓子や詩集が振舞われる。

### やぶこぎ
2002年に始まり現在も行われている。
ゲストミュージシャンを『藪』にみたて、その藪をかぎ分けて前進することからこの名前がついたらしい。
ゲストミュージシャンとの対決色が強いイベントで、ほとんどがツーマンライブ。ゲストミュージシャンとのセッションがアンコールで行われることが多い。
- 1回目 アナログフィッシュ 藪こぎブラザーズ(from.MONY)
- 2回目 スカーフカー 東京60WATTS
- 3回目 ニーネ
- 4回目 ハウリンハチマ バンバンバザール
- 5回目 風子 MONY
- 6回目 塚本功 ははの気まぐれ エンバディーズ
- 7回目 友部正人
- 8回目 ワンマン
- 9回目 ワンマン
- 10回目 遠藤賢司
- 11回目 パイナップルフリーウェイ ラ・ソラネコ
- 12回目 アナログフィッシュ
- 13回目 ニーネ
- 14回目 アーリー・タイムス・ストリングス・バンド モノノフルーツ
- 15回目 おかざわじゅん（ex. ざ・はっぴいず）
- 16回目 早川義夫 サザンハリケーン
- 17回目 ワンマン
- 18回目 ワンマン
- 19回目 石川浩司（ex. たま）OA：G・ウメザワ（ex. サザンハリケーン）
- 20回目 遠藤賢司 ギターパンダ
- 21回目 ワンマン（マガズロアコースティック）
- 22回目 ワンマン
- 23回目 知久寿焼（ex. たま）
- 24回目 今野英明（ex. ROCKING TIME）
- 25回目 片山ブレイカーズ&ザ★ロケンローパーティ

### 世界は変わる
2008年に始まり現在も行われている。やぶこぎに比べ大規模ライブハウスに行われる。
アンコール終わりにはメンバー3人が手をつないでバンザイをするパフォーマンスが披露される。
- vol.1 野狐禅
- vol.2 フラワーカンパニーズ
- vol.3 ワンマン
- vol.4 アナログフィッシュ
- vol.5 東京60WATTS
- vol.6 トモフスキー
- vol.7 曽我部恵一BAND
- vol.8 ワンマン
- vol.9 tobaccojuice